# Église Saint-Pierre de Metz
Pour les articles homonymes, voir Église Saint-Pierre.
L'église Saint-Pierre est une église située dans la ville de Metz en Moselle, dans la région Grand Est.

## Situation
Elle se situe dans le quartier Borny, à 2 rue de la Chabosse.

## Histoire
Elle prend place en 1962 là l'endroit où se trouvait l'ancienne église du village de Borny, détruite durant la Seconde Guerre mondiale.

## Description

### Extérieur
Elle dispose d’un clocher de forme parallélépipédique surmonté d’une fine croix, la façade blanche est soulignée du côté du cimetière par deux piliers en pierre de Jaumont.

### Intérieur
L'obscurité se développe volontairement dans la nef. Quant au sanctuaire, il est baigné de lumière colorée grâce aux vitraux de facture abstraite de Jacques Le Chevallier.